# 前田珠子
前田 珠子（まえだ たまこ、1965年10月15日 - ）は、日本の作家。本名も同じ。佐賀県嬉野市出身。佐賀県立鹿島高等学校、佐賀大学農学部卒業。
1988年、「宇宙に吹く風 白い鳥」集英社コバルト文庫で文庫本デビュー。森山櫂という名でも執筆している。
主にコバルト文庫で活動しており、ほか角川スニーカー文庫、新書館ウィングス・ノヴェルス、ウィングス文庫、小学館パレット文庫等でも執筆している。

## 著書一覧

### コバルト文庫

#### シリーズもの
- 破妖の剣シリーズ （イラスト：厦門潤・小島榊）：完結[2]
- カル・ランシィの女王シリーズ （イラスト：おおや和美）：未完
- 聖獣シリーズ （イラスト：おおや和美）：未完
- 魅魎暗躍譚シリーズ （イラスト：田村由美）：未完
  - 碧眼の少年（前・後） - 1991年3月-1991年8月
  - 月読見の乙女（スーパーファンタジー版：前・中・後、コバルト版：前・後） - 1992年11月-1994年5月
  - 北斗の娘（スーパーファンタジー版：全5巻、コバルト版：未） - 1997年7月-2000年9月

元々は集英社スーパーファンタジー文庫として出版されていたが、2004年9月「碧眼の少年」編、同年11月「月読見の乙女」編がコバルト文庫として復刊。
- 女神さまのお気の向くまま（1〜3） （イラスト：辻よしみ）：未完 - 1995年5月-2000年4月
- 万象の杖（1-5）（イラスト：高屋未央）：未完 - 1997年1月10日-1998年7月
- 聖石の使徒シリーズ （イラスト：山本鳥尾）：未完
- 天を支える者 （イラスト：明咲トウル）：未完
- 「空の呪縛」シリーズ （イラスト：明咲トウル）：完結
  - 空の呪縛 - 2007年8月
  - 空の呪縛 月の堕ちるとき - 2007年12月

#### 読み切り作品
- 宇宙に吹く風　白い鳥（イラスト：兼森義則）：全1巻完結 - 1987年12月※デビュー文庫
- トラブル・コンビネーション（イラスト：仁さとる）：全3巻完結 - 1992年4月-1995年8月
- ジェスの契約（イラスト：仁さとる）：全2巻完結 - 1991年5月-1992年2月
- 精霊宮の宝珠（イラスト：久下じゅんこ）：全1巻完結 - 1991年12月
- 陽影の舞姫（イラスト：久下じゅんこ）：全4巻完結 - 1992年9月-1994年11月
- 月下廃園（イラスト：江ノ本瞳）：全3巻完結 - 1999年1月-1999年12月
- タラスタロスの庭（イラスト：木々）：全1巻完結 - 2000年12月
- イズァーカ商会へようこそ（イラスト：鈴木理華）：全1巻完結 - 2001年5月

注記
- 『宇宙に吹く風 白い鳥』と『トラブル・コンビネーション』は同一世界であり、『宇宙に吹く風 白い鳥』にて脇役だった「カリ」が主役の物語。
- 『精霊宮の宝珠』と『陽影の舞姫』は同一世界の作品。
- 『天を支える者』と『空の呪縛』は同一世界の作品。ただし、『空の呪縛』はかなり過去の世界を描くため、やや設定が異なる。
- 『イズァーカ商会へようこそ』と同じ主人公の文庫未収録短編が、『緑の鈴を、振る』の巻末に収録されている。
- 『天を支える者』の外伝である短編が、『鬱金の暁闇16』の巻末に収録されている。

### 角川スニーカー文庫
- 「隻腕の神の島」シリーズ（イラスト：麻々原絵里依）：全6巻完結
  - 隻腕の神の島 邂逅の章 - 1992年3月
  - 隻腕の神の島 夢幻の章 - 1992年9月
  - 隻腕の神の島 彷徨の章 - 1993年3月
  - 隻腕の神の島 闌干の章 - 1993年9月
  - 隻腕の神の島 壊落の章 - 1994年3月
  - 隻腕の神の島 成就の章 - 1994年6月

- 「鬼」シリーズ（イラスト：橋本正枝）：全2巻完結
  - 花蔭の鬼 - 1995年9月
  - 闇守の鬼 - 1996年3月

- 夜雷光―夜を往く者（イラスト：土屋杏子）：全1巻完結 -1997年7月

### その他
- 「ゼンノーヴ」シリーズ （イラスト：沖麻実也）：未完
  - ゼンノーヴ異聞 歌姫の宝玉：上・中・下全3巻完結 - 小学館パレット文庫、1993年8月-1994年9月
  - 新・ゼンノーヴ異聞 聖痕なき者 - 1999年12月
  - 新・ゼンノーヴ異聞 神威抱く者 - 2000年1月
- 「黙の園」（全1巻） （イラスト：篠原のん） - 小学館キャンバス文庫、1997年2月
- 「堕神綺譚」（全2巻） （イラスト：華不魅）角川書店 - 1995年9月-1996年4月
- 「美しいキラル」（1-4） （イラスト：なるしまゆり） - ウィングス文庫、1998年11月-2001年4月
  - 「美しいキラル」は1〜3巻までウィングス・ノベルスとして出版されていたが、4巻発売決定時に1〜3巻が既に絶版となっていたため、2006年4月から6月にかけて1巻ずつウィングス文庫版として復刊。同年7月に4巻発売。
- 「孔雀の庭 エシュラルト&ロキシム」 （イラスト：波津彬子）（角川書店 スニーカーブックス） - アンソロジーから再録と書き下ろし。2002年2月

アンソロジー所収
- 「新ファンタジー王国 2」（角川ファンタジー）（竹河聖、ひかわ玲子、深沢美潮） - 『孔雀の庭』を掲載（「孔雀の庭 エシュラルト&ロキシム」に収録）1992年3月
- 「ザ・ファンタジー 1」（角川ファンタジー）（友野詳、ひかわ玲子、麻城ゆう、前田珠子、竹河聖） - 『女神の唇』（「孔雀の庭 エシュラルト&ロキシム」に収録）1993年4月
- 「魔法の王国」（角川 ハードカバーシリーズ）（水野良、冴木忍、花田一三六、前田珠子、深沢美潮） - 『月の公主』（「孔雀の庭 エシュラルト&ロキシム」に収録）1996年3月

## 森山櫂 名義著書一覧
- 「果ての塔の物語」シリーズ （イラスト：田島昭宇）
  - 果ての塔の物語 想い綴る森 - 新書館、1993年1月
  - 果ての塔の物語 煉情の獄 - 新書館、1997年10月
- 翼皇シリーズ (イラスト：佐野真砂輝＆わたなべ京）
  - 遭際の刻 - 新書館、1995年6月
  - 想到の刻 - 新書館、1996年6月
- 我穢那 彷徨える虚空の王 - 角川書店、1993年8月

## 同人誌
サークル名：言葉使い師、魔法使いの弟子、名義：前田珠子、森山櫂。
- 隻腕の神の島（角川で出版された「隻腕の神の島」の後日談）
- 黄砂楼閣 （「隻腕の神の島」「果ての塔の物語」番外編 ）
- 百鬼王（内容が暗すぎて商業誌に掲載できず、同人誌としてだすことになった「鬼」シリーズ過去編）
- 月影の鬼
- 秘密の花園（「破妖の剣」番外編）
- 堕神綺譚
- 夢の紅茶 上・下巻（「堕神綺譚」番外編）
- 空の呪縛 上・中・下巻
- 恵まれし者（「空の呪縛」番外編）
- 青朧花月
- ［galuf（ガルフ）］深遠なる者
- 弦月の娘

- 風の娘 -果ての塔の物語-（森山櫂名義）
- 砂塵の帝国 -果ての塔の物語-（森山櫂名義）
- 果ての塔のうららかな日々（森山櫂名義で執筆。主人公はコミックス版と同じ。イラストも「果ての塔」シリーズコミックス担当利光晃が手掛けている。）

- 蒼天碧譚 -紫金地平準備号-(樹川さとみ・前田珠子・森山櫂)

## コミカライズ
前田珠子名義
- 破妖の剣 （作画：厦門潤）
  - 魔性降臨（本編「白焔の罠」中心）
  - 深紫絃韻 1、2（本編「紫紺の糸(前)(後)」を中心。「柘榴の影」も含む）
  - 紅の魔剣/碧の魔胎（外伝。厦門 潤オリジナルストーリー）
- 破妖の剣 （作画：松元陽）
- エシュラルト&ロキシム孔雀の庭 （作画：しめのつかさ）

森山櫂名義
- 果ての塔の物語 （作画：利光晃）